# Севриково
Се́вриково — деревня в Старорусском районе Новгородской области, входит в состав Новосельского сельского поселения. Площадь территории деревни 20,3 га.
Расположена на автодороге Старая Русса — Холм. Ближайшие населённые пункты — деревни Теремово (2,4 км к северу), Медведово (1 км к югу).
В Новгородской земле местность, где расположена деревня, относилась к Шелонской пятине. До апреля 2010 года деревня входила в состав ныне упразднённого Пробужденского сельского поселения.

## Население
| 2010 | 2011 |
| ---- | ---- |
| 6    | ↗8   |